# Guides du Bénin
Les Guides du Bénin sont l'organisation nationale du Guidisme au Bénin. Le guidisme au Bénin a débuté en 1954, l'association a été fondée en 1960 et est devenue membre de l'Association mondiale des guides et des éclaireuses (AMGE) en 1963. L'association réservée aux filles compte 1 533 membres (en 2003). Elle est affiliée au Scoutisme Béninois, membre nationale de l'Organisation Mondiale du Mouvement Scout.

## Histoire
Les premières patrouilles de guides dans ce qui était alors le Dahomey se sont développées à Porto-Novo en 1954. Deux ans plus tard, le premier camp de guides est organisé et le mouvement s'étend à Cotonou. Lors de la création officielle de l'association en 1960, les trois sections sont introduites. En 1963, les Guides du Bénin deviennent membre associé de l'AMGE. Au cours des années suivantes, le nombre de membres a stagné et l'association n'a obtenu le statut de membre à part entière de l'AMGE qu'en 2005.

## Programme

### Sections
L'association est divisée en trois sections, selon l'âge des membres :
- Jeanettes (Brownies) - de 8 à 11 ans
- Guides - de 11 à 16 ans
- Guides aînées -  de 16 et plus

### Promesse, loi et devise
La promesse des Guides du Bénin est formulée comme suit :
Sur mon honneur je m'engage à servir Dieu et mon pays en toute circonstances, à aider mon prochain et à observer la loi des guides.
La loi sur les guides du Bénin :
1. La Guide n'a qu'une parole.
2. La Guide est loyale.
3. La Guide est utile a ses parents, ses camarades et son pays.
4. La Guide est l'amie de tous.
5. La Guide est courtoise et sait obéir.
6. La Guide découvre la nature et la protège.
7. La Guide est toujours de bonne humeur.
8. La Guide est économe et travailleuse.
9. La Guide est propre dans es pensées, ses paroles et ses actes.
10. La Guide est civiquement consciente et sert les intérêts du peuple béninois.

La devise du guide est : Toujours prête !